# Château de Blanquefort (Les Vignes)
Zřícenina strážního hradu Château de Blanquefort se nalézá na skalnatém ostrohu v soutěsce Gorges du Tarn asi 2 km jižně od obce Les Vignes v departementu Lozère.

## Historie
Hrad Château de Blanquefort byl zmiňován již v 11. století: Raimond de Roquefeuil jej v roce 1193 odkázal diecézi Mende. Hrad byl jedním z hradů, které obklopují náhorní plošinu Causse Méjean a umožňoval tak kontrolu přístupových cest na náhorní plošinu. Jeho strategická poloha umožňovala strážcům využívat výjimečný výhled na soutěsku Gorges du Tarn, od Pas de Soucy až po vesnici Le Rozier.

## Popis
Zřícenina Château de Blanquefort se nachází pod impozantní vápencovou skalní věží nad soutěskou Gorges du Tarn. Z hradu zbylo několik zdí a zbytky věže. Zřícenina je skrytá pohledům ze silnice vedoucí z obce Les Vignes v údolí řeky Tarn k samotě La Maxane na náhorní plošině Causse Mejean. Abyste se k ní dostali, zaparkujte v ohybu silnice, jděte dvě stě metrů po silnici a vydejte se po pěšině, která stoupá doprava pod skalní věž.

## Galerie

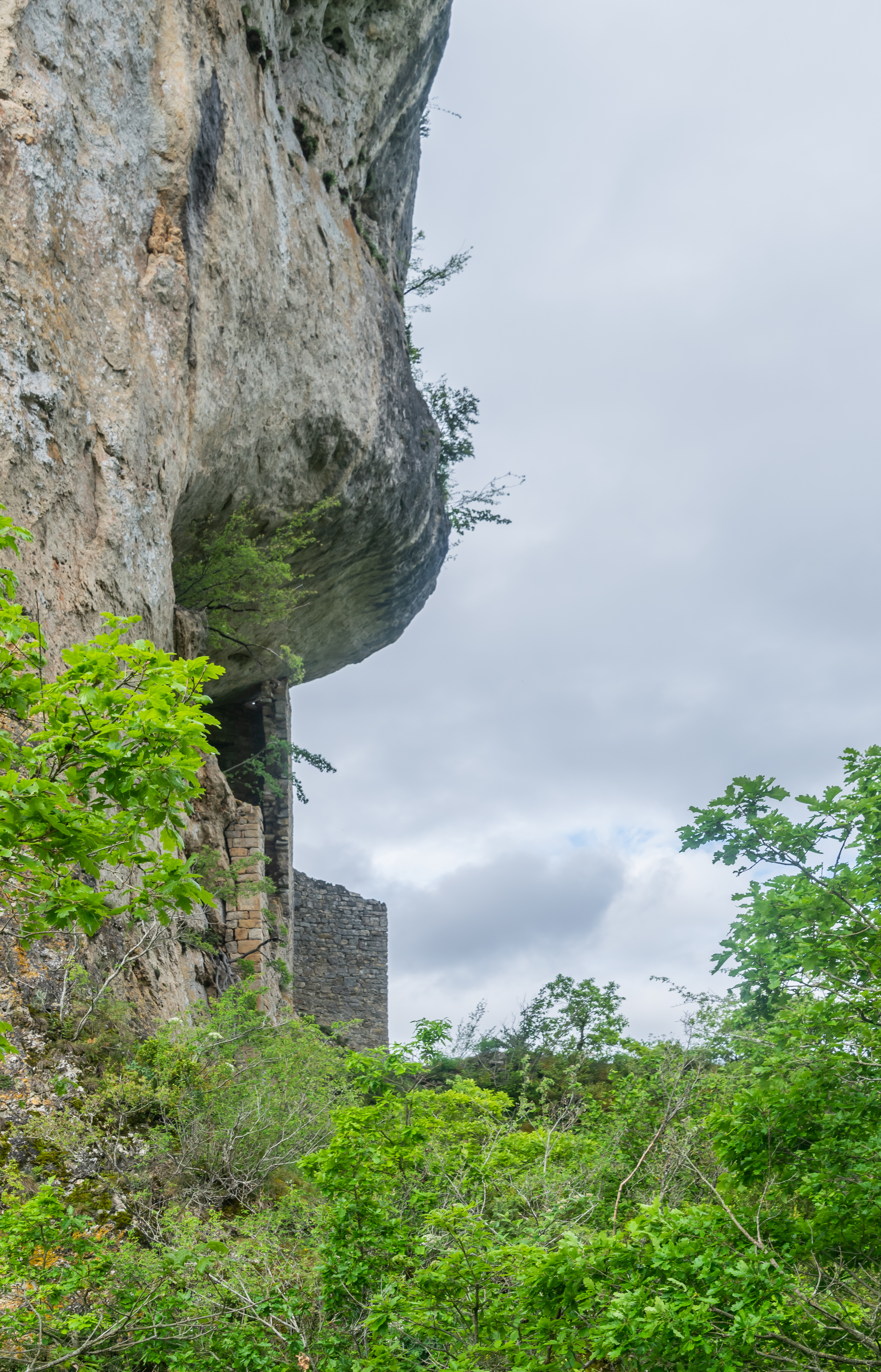
zřícenina Château de Blanquefort
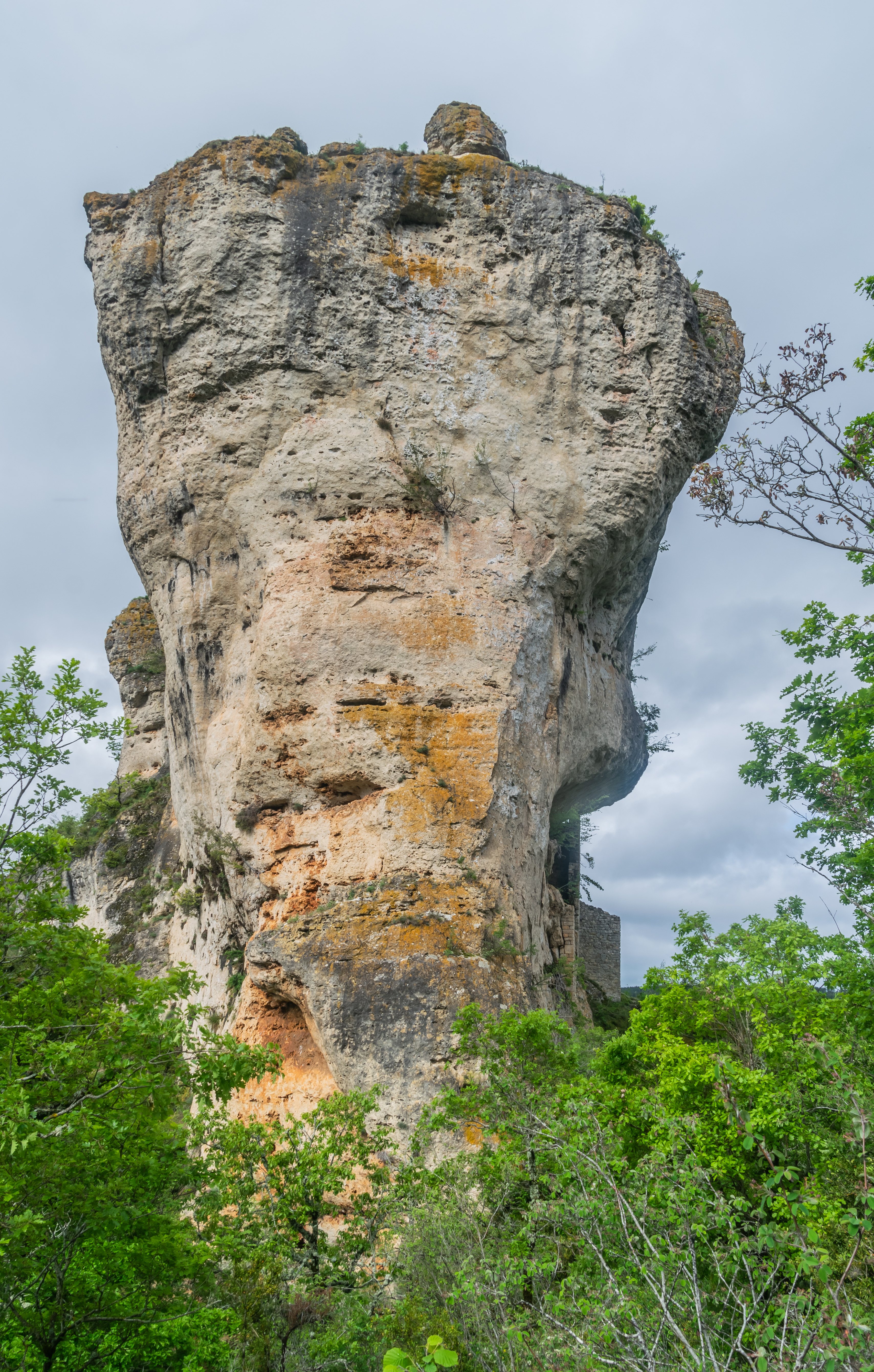
zřícenina Château de Blanquefort
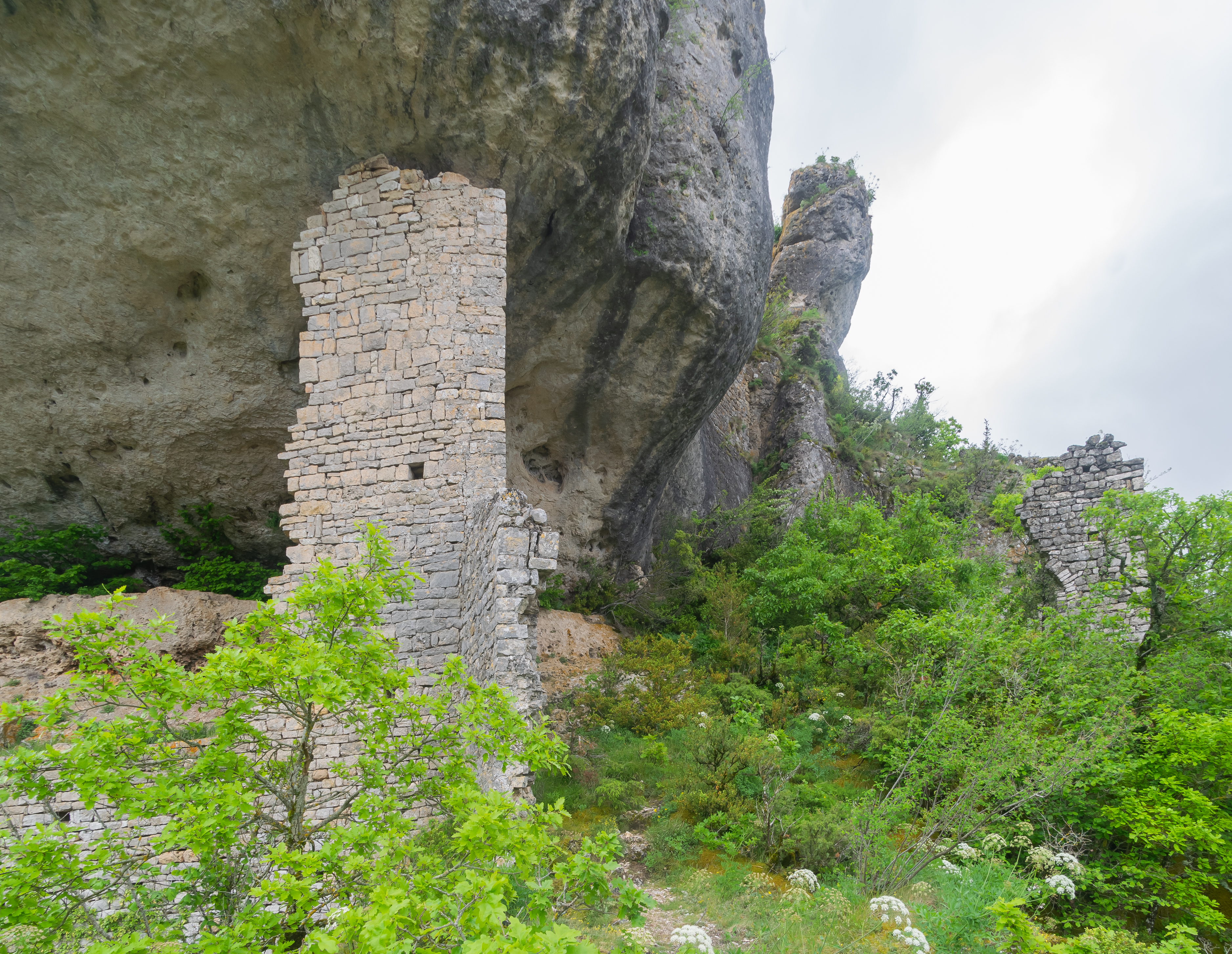
zřícenina Château de Blanquefort
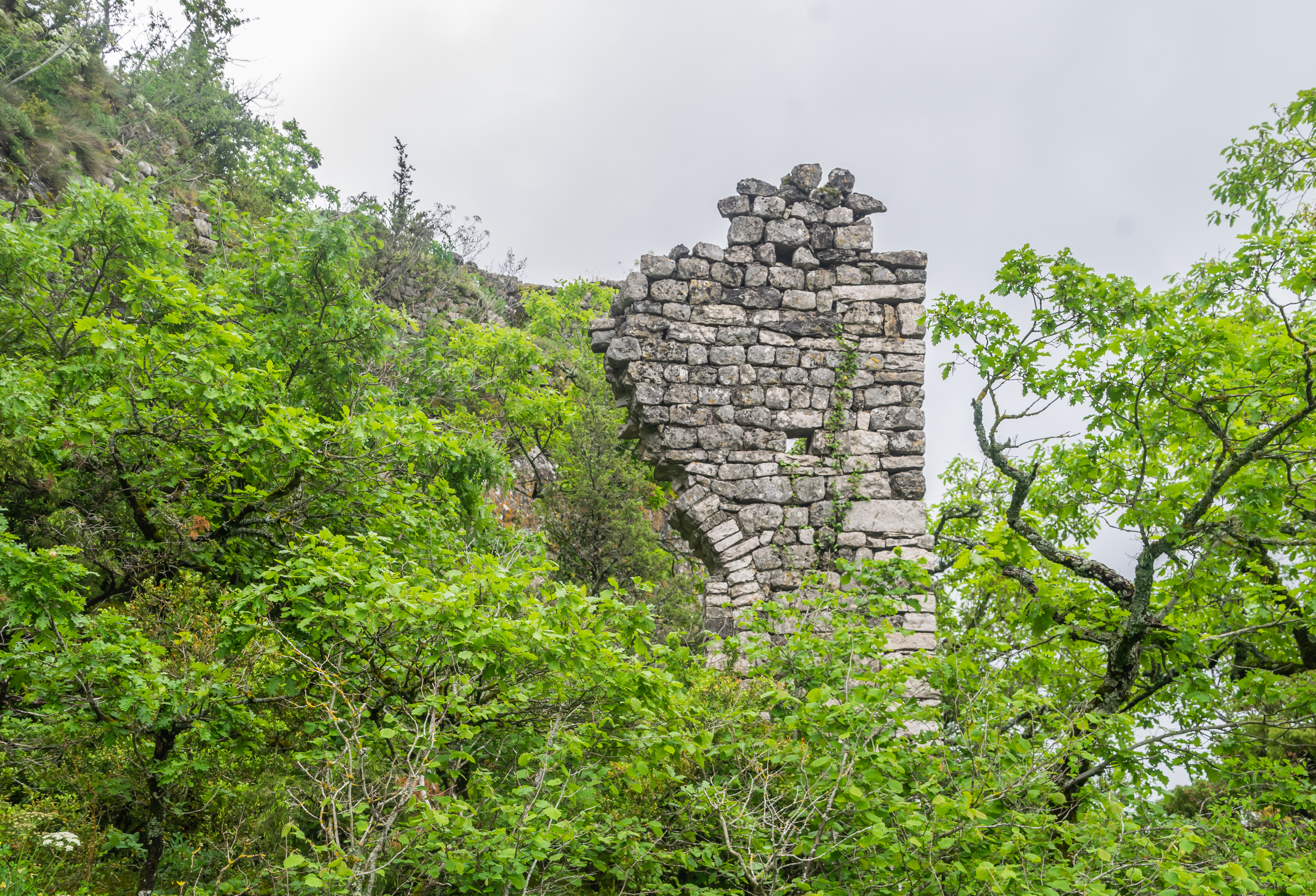
zřícenina Château de Blanquefort
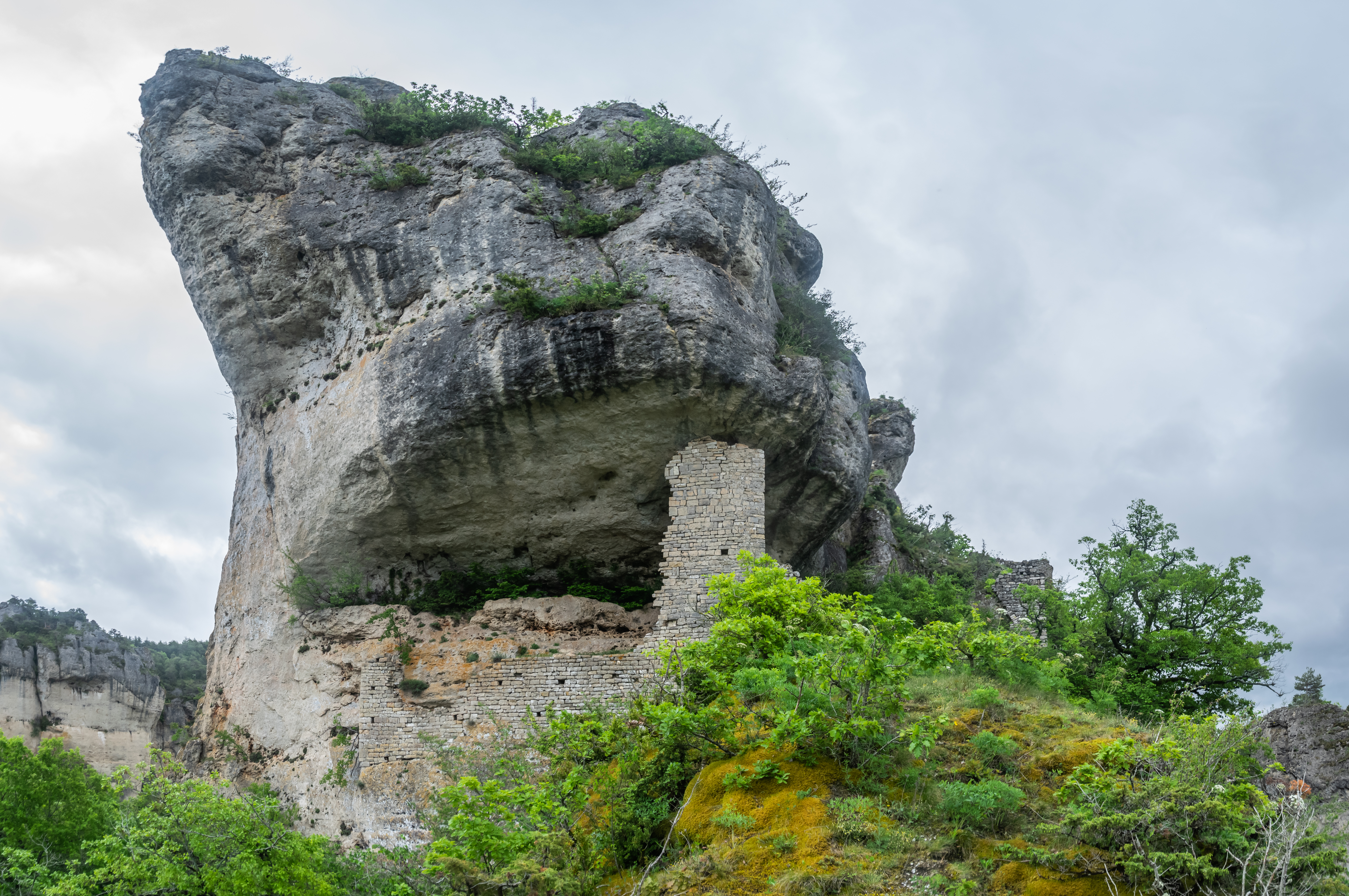
zřícenina Château de Blanquefort
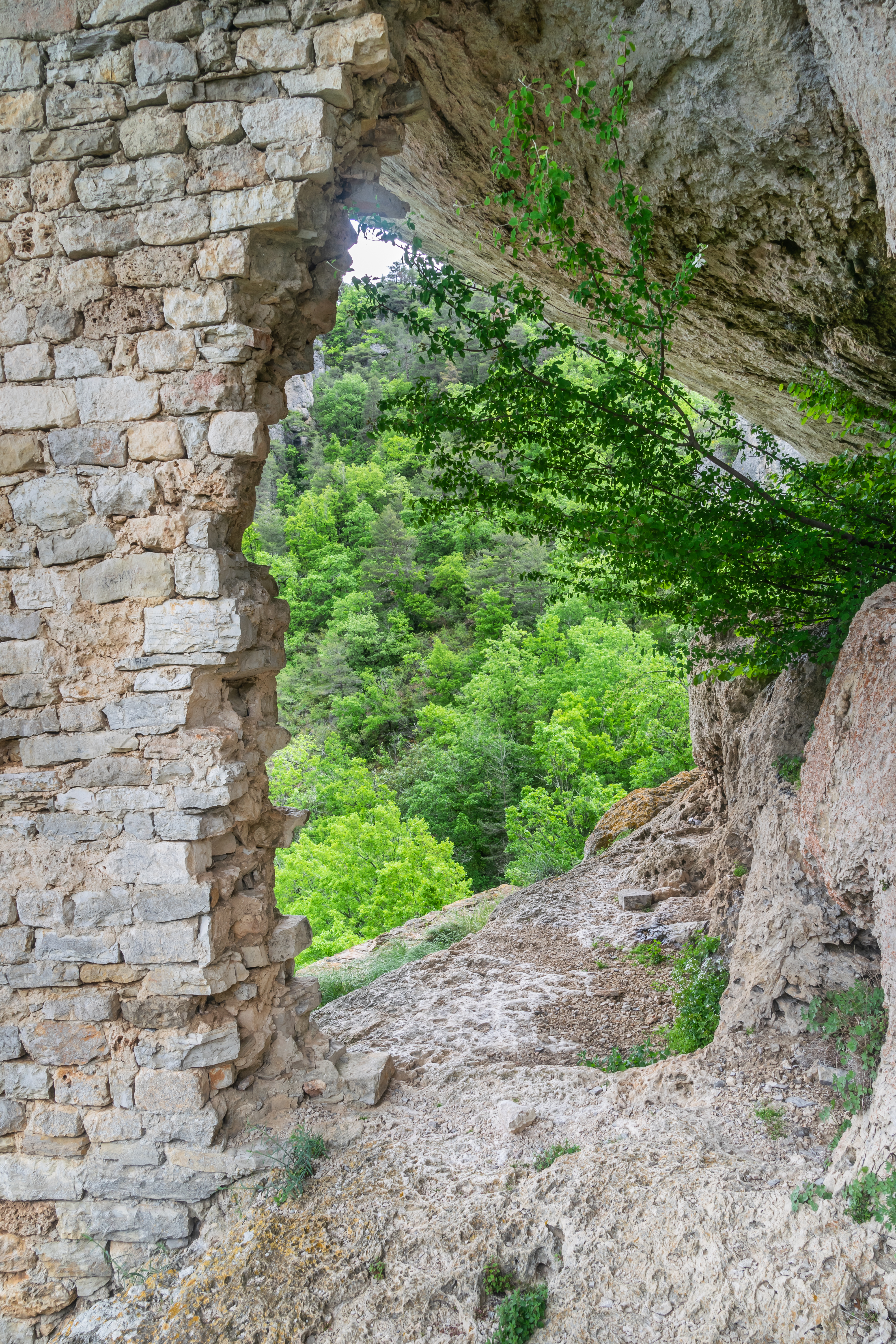
zřícenina Château de Blanquefort